# Loza
Loza  ist eine Gemeinde in Tschechien. Sie liegt 21 km nordwestlich von der Statutarstadt Plzeň und gehört zum Okres Plzeň-sever. Die Gemeinde grenzt im Osten an Mrtník und im Westen an Dolní Bělá. Der Ort wurde erstmals 1216 erwähnt. In der Gemeinde gibt es ein Freibad.